# Laire (Fluss)
Die Laire (auch L’Aire bezeichnet) ist ein rund 14 Kilometer langer Nebenfluss der Rhône, der im französischen Département Haute-Savoie in der Region Auvergne-Rhône-Alpes entspringt und im Schweizer Kanton Genf mündet.

## Verlauf

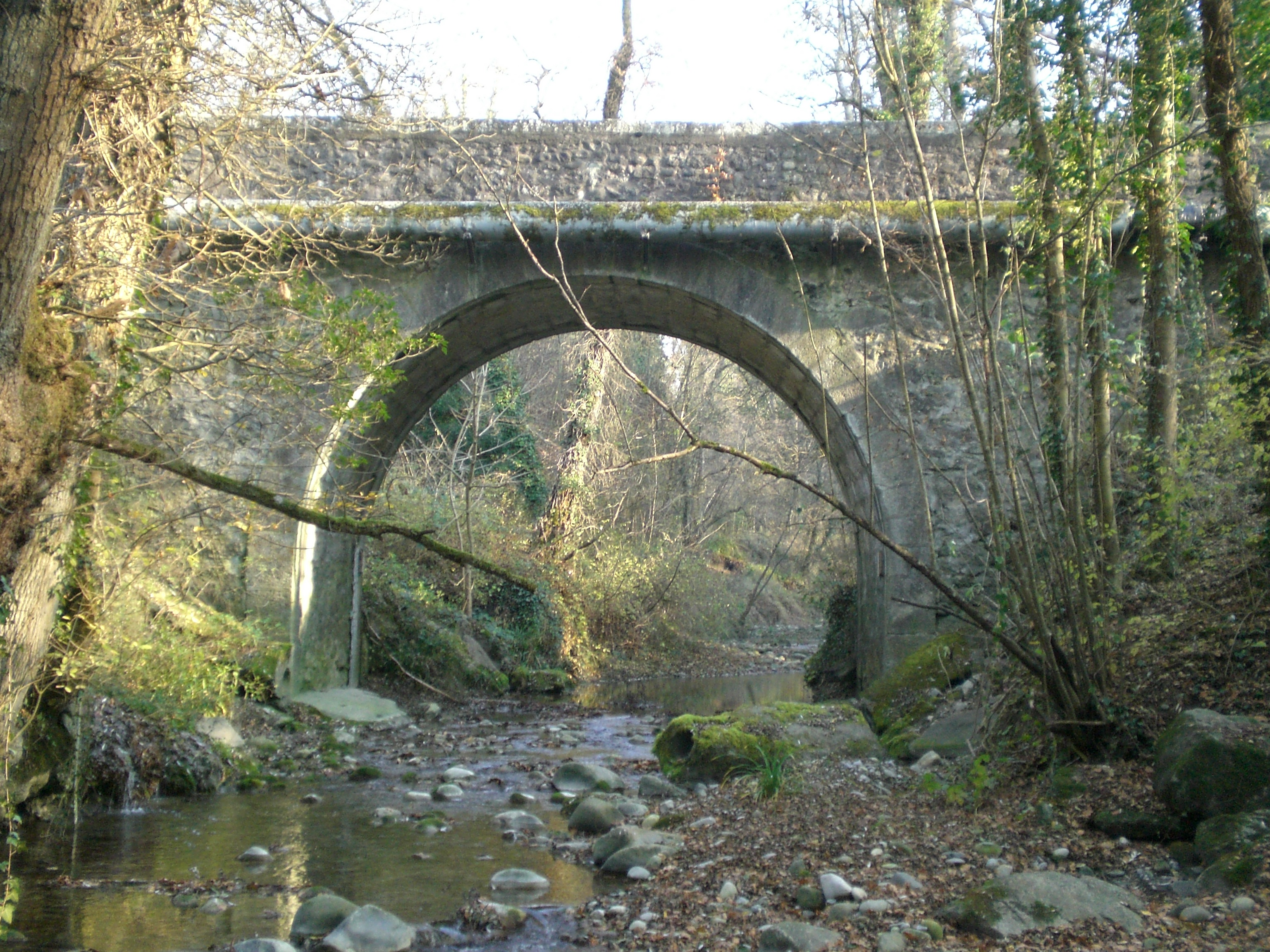
Die Pont de Veigy zwischen Avusy (CH) und Viry (F)

Die Laire entspringt im Gemeindegebiet von Présilly (F), fließt zuerst nordwärts und bildet, nachdem sie Viry durchquert hat, ab dem Bois de Rougemont die Grenze zwischen der Schweiz und Frankreich. Sie verläuft nun Richtung Westen und markiert die Grenze der schweizerischen Gemeinden Soral und Avusy sowie der französischen Gemeinden Viry und Valleiry. Im Gemeindegebiet von Chancy (CH) tritt sie nun ganz auf Schweizer Staatsgebiet über und mündet gegenüber von Pougny (F) als linker Nebenfluss in die Rhône, die hier die Grenze zu Frankreich bildet.

## Geschichte
Der Lauf der Laire wird seit der Antike genutzt. Es wurden Spuren aus der Römerzeit in der Nähe von Chancy entdeckt sowie ein burgundischer Friedhof aus dem 5. Jahrhundert. Im 19. Jahrhundert wurde die Kraft des Wassers für mehrere Mühlen entlang des Laufes verwendet, darunter mindestens drei in Avusy.